# Hypognatha maria
Hypognatha maria Levi, 1996 è un ragno appartenente alla famiglia Araneidae.

## Etimologia
Il nome della specie deriva dalla località peruviana di rinvenimento: Tingo María

## Caratteristiche
L'olotipo maschile rinvenuto ha dimensioni: cefalotorace lungo 1,41 mm, largo 1,22 mm; opistosoma lungo 2,2 mm, largo 2,0 mm.

## Distribuzione
La specie è stata reperita in Perù: 69 km ad est di Tingo María, nella regione di Huánuco.

## Tassonomia
Al 2014 non sono note sottospecie e dal 1996 non sono stati esaminati nuovi esemplari.